# Gedongtengen
Gedongtengen (auch Gedong Tengen) ist ein Distrikt (Kecamatan) innerhalb der Stadt (Kota) Yogyakarta, die Hauptstadt der gleichnamigen Sonderregion im Süden der Insel Java ist. Der Kecamatan liegt im nordwestlichen Zentrum der Stadt und hat sechs andere, interne Distrikte als Nachbarn. Ende 2021 hatte der zweitkleinste Distrikt (nach Pakualaman) etwa 27.000 Einwohner auf knapp einem Quadratkilometer Fläche.

## Verwaltungsgliederung
Der Kecamatan (auch Kemantren genannt) gliedert sich in zwei städtische Kelurahan:
| PUM-Code 1    | Kelurahan         | Fläche (km²) | Bevölkerung zur Volkszählung 2 | Bevölkerung zur Volkszählung 2 | Bevölkerung zur Volkszählung 2 | Bevölkerung zur Volkszählung 2 | Bevölkerung zur Volkszählung 2 | Bevölkerung zur Volkszählung 2 | RW/ RT 4  |
| PUM-Code 1    | Kelurahan         | Fläche (km²) | 2000                           | 2010                           | Männer                         | Frauen                         | 2020                           | Dichte 3                       | RW/ RT 4  |
| ------------- | ----------------- | ------------ | ------------------------------ | ------------------------------ | ------------------------------ | ------------------------------ | ------------------------------ | ------------------------------ | --------- |
| 34.71.05.1002 | Pringgokusuman    | 0,46         | 11.116                         | 10.859                         | 5.179                          | 5.517                          | 10.696                         | 23.252,17                      | 22/84     |
| 34.71.05.1001 | Sosromenduran     | 0,50         | 6.741                          | 6.326                          | 2.805                          | 2.983                          | 5.788                          | 11.576,00                      | 14/54     |
| 34.71.02      | Kec. Gedongtengen | 0,96         | 17.857                         | 17.185                         | 7.984                          | 8.500                          | 16.484                         | 17.170,8                       | 00 36/138 |

## Demographie
Grobeinteilung der Bevölkerung nach Altersgruppen (zum Zensus 2020)
| Altersgruppen | 00Männer | 00Frauen | zusammen |
| ------------- | -------- | -------- | -------- |
| 0–14          | 1.481    | 1.465    | 2.946    |
| 15–64         | 5.779    | 6.023    | 11.802   |
| 65+           | 724      | 1.012    | 1.736    |
| gesamt        | 7.984    | 8.500    | 16.484   |
| anteilig (%)  |          |          |          |
| 0–14          | 18,55    | 17,24    | 17,87    |
| 15–64         | 72,38    | 70,86    | 71,60    |
| 65+           | 9,07     | 11,91    | 10,53    |

### Bevölkerungsentwicklung
In den Ergebnissen der sieben Volkszählungen seit 1961 ist folgende Entwicklung ersichtlich:
| Einheit/Jahr       | 1961         | 1971         | 1980         | 1990         | 2000         | 2010         | 2020         |
| ------------------ | ------------ | ------------ | ------------ | ------------ | ------------ | ------------ | ------------ |
| Kec. Jetis         | 24.656       | 25.017       | 26.058       | 22.825       | 17.857       | 17.185       | 16.484       |
| Anteil in %        | 8,05         | 7,35         | 6,55         | 5,54         | 4,50         | 4,42         | 4,41         |
| Kota Yogyakarta    | 306.296      | 340.491      | 398.089      | 412.059      | 396.711      | 388.627      | 373.589      |
| Sonderregion DIY00 | 00 2.231.062 | 00 2.487.177 | 00 2.750.025 | 00 2.912.611 | 00 3.120.478 | 00 3.457.491 | 00 3.66.8719 |